# マウロ・ミラネーゼ
マウロ・ミラネーゼ（Mauro Milanese, 1971年9月17日 - ）は、イタリア・トリエステ出身の元プロサッカー選手。

## 経歴
1997-98シーズン途中にパルマからのレンタルでインテルに加わったが、あまり起用されず1シーズン半で通算24試合に出場するに留まった。1999-00シーズンからペルージャでプレー、2000-01シーズンを除いてはほぼレギュラーとしてプレーした。
2005年から2年間はイングランドのQPRでプレーした。ヴァレーゼでプレーした2008-09シーズン終了後現役を引退した。

## タイトル
- レガ・プロ・プリマ・ディヴィジオーネ : 2008
- レガ・プロ・セコンダ・ディヴィジオーネ : 2009